# Africactenus fernandensis
Africactenus fernandensis là một loài nhện trong họ Ctenidae.
Loài này thuộc chi Africactenus. Africactenus fernandensis được Eugène Simon miêu tả năm 1910.